# Lista över avsnitt av Seinfeld
Detta är en  lista över avsnitten i den amerikanska situationskomedin Seinfeld, skapad av Jerry Seinfeld och Larry David. Seinfeld var en "show about nothing" (ungefär: en TV-serie om ingenting). Jerry Seinfeld var huvudkaraktären och spelade en påhittad version av sig själv; även de andra karaktärerna i serien såsom George Costanza, Elaine Benes och Cosmo Kramer, spelade av Jason Alexander, Julia Louis-Dreyfus och Michael Richards, bygger på Seinfelds vänner och bekanta. Serien utspelade sig huvudsakligen i ett bostadshus i Upper West Side i New York.
Det första manuskriptet visar att serien var tänkt att heta Stand Up, men serien debuterade den 5 juli 1989 på NBC  under namnet The Seinfeld Chronicles. Pilotavsnittet fick sedan administrativt namnet Good News Bad News. Pilotavsnittet fick dåliga omdömen och på grund av det sade sig NBC inte vara intresserade av den.  NBC-chefen Rick Ludwin ansåg dock att serien hade potential och medgav en budget för att spela in ytterligare fyra avsnitt, vilka tillsammans bildade säsong 1 av serien. De började sändas den 31 maj 1990 , med det förkortade namnet Seinfeld. Den första säsongen anses vara den minsta beställningen på en sitcom i TV-historien.
Under de åtta år som serien sändes producerades sammantaget 180 avsnitt. I detta räknas båda halvorna av de tre timmar långa avsnitt som gjordes, och som sändes uppdelade i två delar. Dessa var The Finale och två avsnitt där serien gjorde tillbakablickar: "The Highlights of 100", som täckte de 100 första avsnitten, samt "The Clip Show" som sändes före seriens avslutande avsnitt. Den 25 november 2004 sändes ett specialavsnitt kallat The Seinfeld Story. Detta var den första gången Seinfield dök upp på NBC sedan 1998 då seriens avslutande avsnitt sändes.  Alla nio säsongerna finns tillgängliga på DVD. Det sista avsnittet sändes den 14 maj 1998.
Listan är arrangerad efter den ordning avsnitten sändes. Även produktionskoderna finns med i listorna.

## Säsongsöversikt
| Säsong | Säsong | Avsnitt | Avsnitt | Originalvisning       | Originalvisning      | Nielsen ratings | Nielsen ratings |
| Säsong | Säsong | Avsnitt | Avsnitt | Första sändningsdatum | Sista sändningsdatum | Rank            | Rating          |
| ------ | ------ | ------- | ------- | --------------------- | -------------------- | --------------- | --------------- |
|        | 1      | 5       | 5       | 5 juli 1989           | 21 juni 1990         | TBA             | TBA             |
|        | 2      | 12      | 12      | 23 januari 1991       | 26 juni 1991         | TBA             | TBA             |
|        | 3      | 23      | 23      | 18 september 1991     | 6 maj 1992           | TBA             | TBA             |
|        | 4      | 24      | 24      | 12 augusti 1992       | 20 maj 1993          | 25              | 13.7            |
|        | 5      | 22      | 22      | 16 september 1993     | 19 maj 1994          | 3               | 19.4            |
|        | 6      | 24      | 24      | 22 september 1994     | 11 maj 1995          | 1               | 20.6            |
|        | 7      | 24      | 24      | 21 september 1995     | 16 maj 1996          | 2               | 21.2            |
|        | 8      | 22      | 22      | 19 september 1996     | 15 maj 1997          | 2               | 20.5            |
|        | 9      | 24      | 24      | 25 september 1997     | 14 maj 1998          | 1               | 22.0            |

## Avsnitt

### Säsong 1 (1989–90)
| Nr i serien | Nr i säsongen | Titel                     | Regissör     | Manus                        | Originalvisning | Tittarsiffror (miljoner) |
| ----------- | ------------- | ------------------------- | ------------ | ---------------------------- | --------------- | ------------------------ |
| 1           | 1             | "The Seinfeld Chronicles" | Art Wolff    | Larry David & Jerry Seinfeld | 5 juli 1989     | 15.4                     |
| 2           | 2             | "The Stake Out"           | Tom Cherones | Larry David & Jerry Seinfeld | 31 maj 1990     | 22.5                     |
| 3           | 3             | "The Robbery"             | Tom Cherones | Matt Goldman                 | 7 juni 1990     | 19.7                     |
| 4           | 4             | "Male Unbonding"          | Tom Cherones | Larry David & Jerry Seinfeld | 14 juni 1990    | 19.1                     |
| 5           | 5             | "The Stock Tip"           | Tom Cherones | Larry David & Jerry Seinfeld | 21 juni 1990    | 19.4                     |

### Säsong 2 (1991)
| Nr i serien | Nr i säsongen | Titel                    | Regissör     | Manus                        | Originalvisning  | Prod. kod | Tittarsiffror (miljoner) |
| ----------- | ------------- | ------------------------ | ------------ | ---------------------------- | ---------------- | --------- | ------------------------ |
| 6           | 1             | "The Ex-Girlfriend"      | Tom Cherones | Larry David & Jerry Seinfeld | 23 januari 1991  | 201       | 15.6                     |
| 7           | 2             | "The Pony Remark"        | Tom Cherones | Larry David & Jerry Seinfeld | 30 januari 1991  | 202       | 15.2                     |
| 8           | 3             | "The Jacket"             | Tom Cherones | Larry David & Jerry Seinfeld | 6 februari 1991  | 205       | 14.8                     |
| 9           | 4             | "The Phone Message"      | Tom Cherones | Larry David & Jerry Seinfeld | 13 februari 1991 | 207       | 13.6                     |
| 10          | 5             | "The Apartment"          | Tom Cherones | Peter Mehlman                | 4 april 1991     | 208       | 24.7                     |
| 11          | 6             | "The Statue"             | Tom Cherones | Larry Charles                | 11 april 1991    | 210       | 23.3                     |
| 12          | 7             | "The Revenge"            | Tom Cherones | Larry David                  | 18 april 1991    | 212       | 19.6                     |
| 13          | 8             | "The Heart Attack"       | Tom Cherones | Larry Charles                | 25 april 1991    | 211       | 20.6                     |
| 14          | 9             | "The Deal"               | Tom Cherones | Larry David                  | 2 maj 1991       | 213       | 22.9                     |
| 15          | 10            | "The Baby Shower"        | Tom Cherones | Larry Charles                | 16 maj 1991      | 204       | 17.2                     |
| 16          | 11            | "The Chinese Restaurant" | Tom Cherones | Larry David & Jerry Seinfeld | 23 maj 1991      | 206       | 16.8                     |
| 17          | 12            | "The Busboy"             | Tom Cherones | Larry David & Jerry Seinfeld | 26 juni 1991     | 203       | 12.5                     |

### Säsong 3 (1991–92)
| Nr i serien | Nr i säsongen | Titel                            | Regissör        | Manus                                             | Originalvisning   | Prod. kod | Tittarsiffror (miljoner) |
| ----------- | ------------- | -------------------------------- | --------------- | ------------------------------------------------- | ----------------- | --------- | ------------------------ |
| 18          | 1             | "The Note"                       | Tom Cherones    | Larry David                                       | 18 september 1991 | 301       | 21.7                     |
| 19          | 2             | "The Truth"                      | David Steinberg | Elaine Pope                                       | 25 september 1991 | 302       | 16.7                     |
| 20          | 3             | "The Pen"                        | Tom Cherones    | Larry David                                       | 2 oktober 1991    | 305       | 15.1                     |
| 21          | 4             | "The Dog"                        | Tom Cherones    | Larry David                                       | 9 oktober 1991    | 303       | 17.2                     |
| 22          | 5             | "The Library"                    | Joshua White    | Larry Charles                                     | 16 oktober 1991   | 304       | 16.4                     |
| 23          | 6             | "The Parking Garage"             | Tom Cherones    | Larry David                                       | 30 oktober 1991   | 306       | 17.0                     |
| 24          | 7             | "The Café"                       | Tom Cherones    | Tom Leopold                                       | 6 november 1991   | 307       | 16.4                     |
| 25          | 8             | "The Tape"                       | David Steinberg | Larry David and Bob Shaw & Don McEnery            | 13 november 1991  | 308       | 15.8                     |
| 26          | 9             | "The Nose Job"                   | Tom Cherones    | Peter Mehlman                                     | 20 november 1991  | 309       | 16.3                     |
| 27          | 10            | "The Stranded"                   | Tom Cherones    | Larry David & Jerry Seinfeld and Matt Goldman     | 27 november 1991  | 209       | 18.6                     |
| 28          | 11            | "The Alternate Side"             | Tom Cherones    | Larry David and Bill Masters                      | 4 december 1991   | 310       | 18.0                     |
| 29          | 12            | "The Red Dot"                    | Tom Cherones    | Larry David                                       | 11 december 1991  | 311       | 17.9                     |
| 30          | 13            | "The Subway"                     | Tom Cherones    | Larry Charles                                     | 8 januari 1992    | 313       | 18.7                     |
| 31          | 14            | "The Pez Dispenser"              | Tom Cherones    | Larry David                                       | 15 januari 1992   | 314       | 19.2                     |
| 32          | 15            | "The Suicide"                    | Tom Cherones    | Tom Leopold                                       | 29 januari 1992   | 312       | 16.9                     |
| 33          | 16            | "The Fix-Up"                     | Tom Cherones    | Elaine Pope & Larry Charles                       | 5 februari 1992   | 317       | 18.5                     |
| 3435        | 1718          | "The Boyfriend" "The New Friend" | Tom Cherones    | Larry David and Larry Levin                       | 12 februari 1992  | 315316    | 17.0                     |
| 36          | 19            | "The Limo"                       | Tom Cherones    | Synopsis av : Marc Jaffe Manus av : Larry Charles | 26 februari 1992  | 318       | 19.5                     |
| 37          | 20            | "The Good Samaritan"             | Jason Alexander | Peter Mehlman                                     | 4 mars 1992       | 319       | 16.1                     |
| 38          | 21            | "The Letter"                     | Tom Cherones    | Larry David                                       | 25 mars 1992      | 320       | 22.3                     |
| 39          | 22            | "The Parking Space"              | Tom Cherones    | Larry David and Greg Daniels                      | 22 april 1992     | 322       | 17.8                     |
| 40          | 23            | "The Keys"                       | Tom Cherones    | Larry Charles                                     | 6 maj 1992        | 321       | 16.4                     |

### Säsong 4 (1992–93)
| Nr i serien | Nr i säsongen | Titel                 | Regissör     | Manus                                                                                  | Originalvisning                | Prod. kod | Tittarsiffror (miljoner) |
| ----------- | ------------- | --------------------- | ------------ | -------------------------------------------------------------------------------------- | ------------------------------ | --------- | ------------------------ |
| 4142        | 12            | "The Trip"            | Tom Cherones | Larry Charles                                                                          | 12 augusti 199219 augusti 1992 | 401402    | 16.315.1                 |
| 43          | 3             | "The Pitch"           | Tom Cherones | Larry David                                                                            | 16 september 1992              | 403       | 17.6                     |
| 44          | 4             | "The Ticket"          | Tom Cherones | Larry David                                                                            | 16 september 1992              | 404       | 17.6                     |
| 45          | 5             | "The Wallet"          | Tom Cherones | Larry David                                                                            | 23 september 1992              | 405       | 17.6                     |
| 46          | 6             | "The Watch"           | Tom Cherones | Larry David                                                                            | 30 september 1992              | 406       | 15.2                     |
| 47          | 7             | "The Bubble Boy"      | Tom Cherones | Larry David & Larry Charles                                                            | 7 oktober 1992                 | 407       | 17.1                     |
| 48          | 8             | "The Cheever Letters" | Tom Cherones | Synopsis av : Larry David and Elaine Pope & Tom Leopold Manus av : Larry David         | 28 oktober 1992                | 408       | 15.1                     |
| 49          | 9             | "The Opera"           | Tom Cherones | Larry Charles                                                                          | 4 november 1992                | 409       | 16.7                     |
| 50          | 10            | "The Virgin"          | Tom Cherones | Synopsis av : Peter Mehlman and Peter Farrelly & Bob Farrelly Manus av : Peter Mehlman | 11 november 1992               | 410       | 16.2                     |
| 51          | 11            | "The Contest"         | Tom Cherones | Larry David                                                                            | 18 november 1992               | 411       | 18.5                     |
| 52          | 12            | "The Airport"         | Tom Cherones | Larry Charles                                                                          | 25 november 1992               | 412       | 14.5                     |
| 53          | 13            | "The Pick"            | Tom Cherones | Synopsis av : Larry David and Marc Jaffe Manus av : Larry David                        | 16 december 1992               | 413       | 16.2                     |
| 54          | 14            | "The Movie"           | Tom Cherones | Steve Skrovan & Bill Masters & Jon Hayman                                              | 6 januari 1993                 | 415       | 17.6                     |
| 55          | 15            | "The Visa"            | Tom Cherones | Peter Mehlman                                                                          | 27 januari 1993                | 414       | 11.5                     |
| 56          | 16            | "The Shoes"           | Tom Cherones | Larry David & Jerry Seinfeld                                                           | 4 februari 1993                | 417       | 26.9                     |
| 57          | 17            | "The Outing"          | Tom Cherones | Larry Charles                                                                          | 11 februari 1993               | 416       | 28.0                     |
| 58          | 18            | "The Old Man"         | Tom Cherones | Synopsis av : Bruce Kirschbaum Manus av : Larry Charles                                | 18 februari 1993               | 418       | 22.7                     |
| 59          | 19            | "The Implant"         | Tom Cherones | Peter Mehlman                                                                          | 25 februari 1993               | 419       | 27.4                     |
| 60          | 20            | "The Junior Mint"     | Tom Cherones | Andy Robin                                                                             | 18 mars 1993                   | 421       | 26.4                     |
| 61          | 21            | "The Smelly Car"      | Tom Cherones | Larry David & Peter Mehlman                                                            | 15 april 1993                  | 422       | 25.0                     |
| 62          | 22            | "The Handicap Spot"   | Tom Cherones | Larry David                                                                            | 13 maj 1993                    | 420       | 27.6                     |
| 6364        | 2324          | "The Pilot"           | Tom Cherones | Larry David                                                                            | 20 maj 1993                    | 423424    | 32.8                     |

### Säsong 5 (1993–94)
| Nr i serien | Nr i säsongen | Titel                     | Regissör     | Manus                                                                    | Originalvisning   | Prod. kod | Tittarsiffror (miljoner) |
| ----------- | ------------- | ------------------------- | ------------ | ------------------------------------------------------------------------ | ----------------- | --------- | ------------------------ |
| 65          | 1             | "The Mango"               | Tom Cherones | Synopsis av : Lawrence H. Levy Manus av : Lawrence H. Levy & Larry David | 16 september 1993 | 501       | 28.2                     |
| 66          | 2             | "The Puffy Shirt"         | Tom Cherones | Larry David                                                              | 23 september 1993 | 503       | 29.5                     |
| 67          | 3             | "The Glasses"             | Tom Cherones | Tom Gammill & Max Pross                                                  | 30 september 1993 | 502       | 28.7                     |
| 68          | 4             | "The Sniffing Accountant" | Tom Cherones | Larry David & Jerry Seinfeld                                             | 7 oktober 1993    | 504       | 28.4                     |
| 69          | 5             | "The Bris"                | Tom Cherones | Larry Charles                                                            | 14 oktober 1993   | 505       | 28.7                     |
| 70          | 6             | "The Lip Reader"          | Tom Cherones | Carol Leifer                                                             | 28 oktober 1993   | 506       | 31.0                     |
| 71          | 7             | "The Non-Fat Yogurt"      | Tom Cherones | Larry David                                                              | 4 november 1993   | 508       | 31.1                     |
| 72          | 8             | "The Barber"              | Tom Cherones | Andy Robin                                                               | 11 november 1993  | 507       | 29.7                     |
| 73          | 9             | "The Masseuse"            | Tom Cherones | Peter Mehlman                                                            | 18 november 1993  | 509       | 27.7                     |
| 74          | 10            | "The Cigar Store Indian"  | Tom Cherones | Tom Gammill & Max Pross                                                  | 9 december 1993   | 510       | 29.6                     |
| 75          | 11            | "The Conversion"          | Tom Cherones | Bruce Kirschbaum                                                         | 16 december 1993  | 511       | 28.3                     |
| 76          | 12            | "The Stall"               | Tom Cherones | Larry Charles                                                            | 6 januari 1994    | 512       | 35.0                     |
| 77          | 13            | "The Dinner Party"        | Tom Cherones | Larry David                                                              | 3 februari 1994   | 514       | 33.0                     |
| 78          | 14            | "The Marine Biologist"    | Tom Cherones | Ron Hauge & Charlie Rubin                                                | 10 februari 1994  | 513       | 35.0                     |
| 79          | 15            | "The Pie"                 | Tom Cherones | Tom Gammill & Max Pross                                                  | 17 februari 1994  | 515       | N/A                      |
| 80          | 16            | "The Stand-In"            | Tom Cherones | Larry David                                                              | 24 februari 1994  | 516       | 25.4                     |
| 81          | 17            | "The Wife"                | Tom Cherones | Peter Mehlman                                                            | 17 mars 1994      | 517       | 30.7                     |
| 8283        | 1819          | "The Raincoats"           | Tom Cherones | Tom Gammill & Max Pross and Larry David & Jerry Seinfeld                 | 28 april 1994     | 519520    | 29.6                     |
| 84          | 20            | "The Fire"                | Tom Cherones | Larry Charles                                                            | 5 maj 1994        | 518       | 27.6                     |
| 85          | 21            | "The Hamptons"            | Tom Cherones | Peter Mehlman & Carol Leifer                                             | 12 maj 1994       | 522       | 24.5                     |
| 86          | 22            | "The Opposite"            | Tom Cherones | Andy Cowan, Larry David & Jerry Seinfeld                                 | 19 maj 1994       | 521       | 30.1                     |

### Säsong 6 (1994–95)
| Nr i serien | Nr i säsongen | Titel                   | Regissör           | Manus | Originalvisning   | Prod. kod | Tittarsiffror (miljoner) |
| ----------- | ------------- | ----------------------- | ------------------ | --- | ----------------- | --------- | ------------------------ |
| 87          | 1             | "The Chaperone"         | Andy Ackerman      | Larry David, Bill Masters & Bob Shaw                                                                         | 22 september 1994 | 601       | 32.8                     |
| 88          | 2             | "The Big Salad"         | Andy Ackerman      | Larry David                                                                                                  | 29 september 1994 | 602       | 32.4                     |
| 89          | 3             | "The Pledge Drive"      | Andy Ackerman      | Tom Gammill & Max Pross                                                                                      | 6 oktober 1994    | 603       | 29.8                     |
| 90          | 4             | "The Chinese Woman"     | Andy Ackerman      | Peter Mehlman                                                                                                | 13 oktober 1994   | 604       | 29.2                     |
| 91          | 5             | "The Couch"             | Andy Ackerman      | Larry David                                                                                                  | 27 oktober 1994   | 605       | 28.0                     |
| 92          | 6             | "The Gymnast"           | Andy Ackerman      | Alec Berg & Jeff Schaffer                                                                                    | 3 november 1994   | 606       | 30.6                     |
| 93          | 7             | "The Soup"              | Andy Ackerman      | Fred Stoller                                                                                                 | 10 november 1994  | 608       | 29.6                     |
| 94          | 8             | "The Mom & Pop Store"   | Andy Ackerman      | Tom Gammill & Max Pross                                                                                      | 17 november 1994  | 607       | 32.4                     |
| 95          | 9             | "The Secretary"         | David Owen Trainor | Carol Leifer & Marjorie Gross                                                                                | 8 december 1994   | 609       | 29.7                     |
| 96          | 10            | "The Race"              | Andy Ackerman      | Synopsis av : Tom Gammill, Max Pross, Larry David & Sam Kass Manus av : Tom Gammill, Max Pross & Larry David | 15 december 1994  | 612       | 26.8                     |
| 97          | 11            | "The Switch"            | Andy Ackerman      | Bruce Kirschbaum and Sam Kass                                                                                | 5 januari 1995    | 610       | 36.6                     |
| 98          | 12            | "The Label Maker"       | Andy Ackerman      | Alec Berg & Jeff Schaffer                                                                                    | 19 januari 1995   | 611       | 36.2                     |
| 99          | 13            | "The Scofflaw"          | Andy Ackerman      | Peter Mehlman                                                                                                | 26 januari 1995   | 613       | 33.4                     |
| 100101      | 1415          | "The Highlights of 100" | Andy Ackerman      | Peter Mehlman                                                                                                | 2 februari 1995   | 623624    | 34.0                     |
| 102         | 16            | "The Beard"             | Andy Ackerman      | Carol Leifer                                                                                                 | 9 februari 1995   | 615       | 32.9                     |
| 103         | 17            | "The Kiss Hello"        | Andy Ackerman      | Larry David & Jerry Seinfeld                                                                                 | 16 februari 1995  | 614       | 33.4                     |
| 104         | 18            | "The Doorman"           | Andy Ackerman      | Tom Gammill & Max Pross                                                                                      | 23 februari 1995  | 616       | 33.4                     |
| 105         | 19            | "The Jimmy"             | Andy Ackerman      | Gregg Kavet & Andy Robin                                                                                     | 16 mars 1995      | 617       | 31.1                     |
| 106         | 20            | "The Doodle"            | Andy Ackerman      | Alec Berg & Jeff Schaffer                                                                                    | 6 april 1995      | 618       | 30.7                     |
| 107         | 21            | "The Fusilli Jerry"     | Andy Ackerman      | Synopsis av : Marjorie Gross, Jonathan Gross, Ron Hauge & Charlie Rubin Manus av : Marjorie Gross            | 27 april 1995     | 619       | 28.2                     |
| 108         | 22            | "The Diplomat's Club"   | Andy Ackerman      | Tom Gammill & Max Pross                                                                                      | 4 maj 1995        | 620       | 28.9                     |
| 109         | 23            | "The Face Painter"      | Andy Ackerman      | Synopsis av : Larry David & Fred Stoller Manus av : Larry David                                              | 11 maj 1995       | 622       | 26.5                     |
| 110         | 24            | "The Understudy"        | Andy Ackerman      | Marjorie Gross & Carol Leifer                                                                                | 18 maj 1995       | 621       | 29.8                     |

### Säsong 7 (1995–96)
| Nr i serien | Nr i säsongen | Titel                | Regissör      | Manus                                                              | Originalvisning   | Prod. kod | Tittarsiffror (miljoner) |
| ----------- | ------------- | -------------------- | ------------- | ------------------------------------------------------------------ | ----------------- | --------- | ------------------------ |
| 111         | 1             | "The Engagement"     | Andy Ackerman | Larry David                                                        | 21 september 1995 | 701       | 37.6                     |
| 112         | 2             | "The Postponement"   | Andy Ackerman | Larry David                                                        | 28 september 1995 | 702       | 34.5                     |
| 113         | 3             | "The Maestro"        | Andy Ackerman | Larry David                                                        | 5 oktober 1995    | 703       | 34.6                     |
| 114         | 4             | "The Wink"           | Andy Ackerman | Tom Gammill & Max Pross                                            | 12 oktober 1995   | 704       | 32.3                     |
| 115         | 5             | "The Hot Tub"        | Andy Ackerman | Gregg Kavet & Andy Robin                                           | 19 oktober 1995   | 705       | 32.6                     |
| 116         | 6             | "The Soup Nazi"      | Andy Ackerman | Spike Feresten                                                     | 2 november 1995   | 706       | 33.1                     |
| 117         | 7             | "The Secret Code"    | Andy Ackerman | Alec Berg & Jeff Schaffer                                          | 9 november 1995   | 707       | 33.9                     |
| 118         | 8             | "The Pool Guy"       | Andy Ackerman | David Mandel                                                       | 16 november 1995  | 708       | 33.4                     |
| 119         | 9             | "The Sponge"         | Andy Ackerman | Peter Mehlman                                                      | 7 december 1995   | 709       | 32.3                     |
| 120         | 10            | "The Gum"            | Andy Ackerman | Tom Gammill & Max Pross                                            | 14 december 1995  | 710       | 31.4                     |
| 121         | 11            | "The Rye"            | Andy Ackerman | Carol Leifer                                                       | 4 januari 1996    | 711       | 35.1                     |
| 122         | 12            | "The Caddy"          | Andy Ackerman | Gregg Kavet & Andy Robin                                           | 25 januari 1996   | 712       | 32.0                     |
| 123         | 13            | "The Seven"          | Andy Ackerman | Alec Berg & Jeff Schaffer                                          | 1 februari 1996   | 713       | 37.1                     |
| 124125      | 1415          | "The Cadillac"       | Andy Ackerman | Larry David & Jerry Seinfeld                                       | 8 februari 1996   | 714717    | 35.9                     |
| 126         | 16            | "The Shower Head"    | Andy Ackerman | Peter Mehlman & Marjorie Gross                                     | 15 februari 1996  | 715       | 32.3                     |
| 127         | 17            | "The Doll"           | Andy Ackerman | Tom Gammill & Max Pross                                            | 22 februari 1996  | 716       | 32.9                     |
| 128         | 18            | "The Friar's Club"   | Andy Ackerman | David Mandel                                                       | 7 mars 1996       | 718       | 32.7                     |
| 129         | 19            | "The Wig Master"     | Andy Ackerman | Spike Feresten                                                     | 4 april 1996      | 719       | 30.5                     |
| 130         | 20            | "The Calzone"        | Andy Ackerman | Alec Berg & Jeff Schaffer                                          | 25 april 1996     | 720       | 28.5                     |
| 131132      | 2122          | "The Bottle Deposit" | Andy Ackerman | Gregg Kavet & Andy Robin                                           | 2 maj 1996        | 721722    | 32.4                     |
| 133         | 23            | "The Wait Out"       | Andy Ackerman | Synopsis av : Peter Mehlman & Matt Selman Manus av : Peter Mehlman | 9 maj 1996        | 723       | 29.9                     |
| 134         | 24            | "The Invitations"    | Andy Ackerman | Larry David                                                        | 16 maj 1996       | 724       | 33.2                     |

### Säsong 8 (1996–97)
| Nr i serien | Nr i säsongen | Titel                  | Regissör           | Manus                                    | Originalvisning   | Prod. kod | Tittarsiffror (miljoner) |
| ----------- | ------------- | ---------------------- | ------------------ | ---------------------------------------- | ----------------- | --------- | ------------------------ |
| 135         | 1             | "The Foundation"       | Andy Ackerman      | Alec Berg & Jeff Schaffer                | 19 september 1996 | 801       | 33.7                     |
| 136         | 2             | "The Soul Mate"        | Andy Ackerman      | Peter Mehlman                            | 26 september 1996 | 802       | 33.2                     |
| 137         | 3             | "The Bizarro Jerry"    | Andy Ackerman      | David Mandel                             | 3 oktober 1996    | 803       | 31.6                     |
| 138         | 4             | "The Little Kicks"     | Andy Ackerman      | Spike Feresten                           | 10 oktober 1996   | 804       | 32.2                     |
| 139         | 5             | "The Package"          | Andy Ackerman      | Jennifer Crittenden                      | 17 oktober 1996   | 805       | 30.1                     |
| 140         | 6             | "The Fatigues"         | Andy Ackerman      | Gregg Kavet & Andy Robin                 | 31 oktober 1996   | 806       | 30.3                     |
| 141         | 7             | "The Checks"           | Andy Ackerman      | Steve O'Donnell, Tom Gammill & Max Pross | 7 november 1996   | 807       | 32.0                     |
| 142         | 8             | "The Chicken Roaster"  | Andy Ackerman      | Alec Berg & Jeff Schaffer                | 14 november 1996  | 808       | 34.1                     |
| 143         | 9             | "The Abstinence"       | Andy Ackerman      | Steve Koren                              | 21 november 1996  | 809       | 34.4                     |
| 144         | 10            | "The Andrea Doria"     | Andy Ackerman      | Spike Feresten                           | 19 december 1996  | 810       | 29.7                     |
| 145         | 11            | "The Little Jerry"     | Andy Ackerman      | Jennifer Crittenden                      | 9 januari 1997    | 811       | 34.5                     |
| 146         | 12            | "The Money"            | Andy Ackerman      | Peter Mehlman                            | 16 januari 1997   | 813       | 37.3                     |
| 147         | 13            | "The Comeback"         | David Owen Trainor | Gregg Kavet & Andy Robin                 | 30 januari 1997   | 812       | 33.5                     |
| 148         | 14            | "The Van Buren Boys"   | Andy Ackerman      | Darin Henry                              | 6 februari 1997   | 814       | 33.8                     |
| 149         | 15            | "The Susie"            | Andy Ackerman      | David Mandel                             | 13 februari 1997  | 815       | 32.0                     |
| 150         | 16            | "The Pothole"          | Andy Ackerman      | Steve O'Donnell & Dan O'Keefe            | 20 februari 1997  | 816       | 33.8                     |
| 151         | 17            | "The English Patient"  | Andy Ackerman      | Steve Koren                              | 13 mars 1997      | 817       | 31.3                     |
| 152         | 18            | "The Nap"              | Andy Ackerman      | Gregg Kavet & Andy Robin                 | 10 april 1997     | 818       | 32.2                     |
| 153         | 19            | "The Yada Yada"        | Andy Ackerman      | Peter Mehlman & Jill Franklyn            | 24 april 1997     | 819       | 31.6                     |
| 154         | 20            | "The Millennium"       | Andy Ackerman      | Jennifer Crittenden                      | 1 maj 1997        | 820       | 29.3                     |
| 155         | 21            | "The Muffin Tops"      | Andy Ackerman      | Spike Feresten                           | 8 maj 1997        | 821       | 31.1                     |
| 156         | 22            | "The Summer of George" | Andy Ackerman      | Alec Berg & Jeff Schaffer                | 15 maj 1997       | 822       | 29.8                     |

### Säsong 9 (1997–98)
| Nr i serien | Nr i säsongen | Titel                           | Regissör      | Manus | Originalvisning   | Prod. kod | Tittarsiffror (miljoner) |
| ----------- | ------------- | ------------------------------- | ------------- | --- | ----------------- | --------- | ------------------------ |
| 157         | 1             | "The Butter Shave"              | Andy Ackerman | Alec Berg & Jeff Schaffer & David Mandel | 25 september 1997 | 901       | 37.8                     |
| 158         | 2             | "The Voice"                     | Andy Ackerman | Alec Berg & Jeff Schaffer & David Mandel | 2 oktober 1997    | 902       | 30.9                     |
| 159         | 3             | "The Serenity Now"              | Andy Ackerman | Steve Koren | 9 oktober 1997    | 903       | 30.2                     |
| 160         | 4             | "The Blood"                     | Andy Ackerman | Dan O'Keefe | 16 oktober 1997   | 904       | 31.5                     |
| 161         | 5             | "The Junk Mail"                 | Andy Ackerman | Spike Feresten | 30 oktober 1997   | 905       | 30.2                     |
| 162         | 6             | "The Merv Griffin Show"         | Andy Ackerman | Bruce Eric Kaplan | 6 november 1997   | 906       | 31.6                     |
| 163         | 7             | "The Slicer"                    | Andy Ackerman | Synopsis av : Gregg Kavet & Andy Robin & Darin Henry Manus av : Gregg Kavet & Andy Robin                                                          | 13 november 1997  | 907       | 32.8                     |
| 164         | 8             | "The Betrayal"                  | Andy Ackerman | David Mandel & Peter Mehlman | 20 november 1997  | 908       | 34.0                     |
| 165         | 9             | "The Apology"                   | Andy Ackerman | Jennifer Crittenden | 11 december 1997  | 909       | 30.5                     |
| 166         | 10            | "The Strike"                    | Andy Ackerman | Dan O'Keefe and Alec Berg & Jeff Schaffer | 18 december 1997  | 910       | 30.8                     |
| 167         | 11            | "The Dealership"                | Andy Ackerman | Steve Koren | 8 januari 1998    | 911       | 32.9                     |
| 168         | 12            | "The Reverse Peephole"          | Andy Ackerman | Spike Feresten | 15 januari 1998   | 912       | 33.5                     |
| 169         | 13            | "The Cartoon"                   | Andy Ackerman | Bruce Eric Kaplan | 29 januari 1998   | 913       | 33.2                     |
| 170         | 14            | "The Strongbox"                 | Andy Ackerman | Synopsis av : Dan O'Keefe & Billy Kimball Manus av : Dan O'Keefe                                                                                  | 5 februari 1998   | 914       | 31.6                     |
| 171         | 15            | "The Wizard"                    | Andy Ackerman | Steve Lookner | 26 februari 1998  | 915       | 30.5                     |
| 172         | 16            | "The Burning"                   | Andy Ackerman | Jennifer Crittenden | 19 mars 1998      | 916       | 30.9                     |
| 173         | 17            | "The Bookstore"                 | Andy Ackerman | Synopsis av : Spike Feresten and Darin Henry & Marc Jaffe Manus av : Spike Feresten                                                               | 9 april 1998      | 917       | 29.6                     |
| 174         | 18            | "The Frogger"                   | Andy Ackerman | Synopsis av : Gregg Kavet & Andy Robin and Steve Koren & Dan O'Keefe Manus av : Gregg Kavet & Andy Robin                                          | 23 april 1998     | 918       | 30.7                     |
| 175         | 19            | "The Maid"                      | Andy Ackerman | Synopsis av : Alec Berg & David Mandel & Jeff Schaffer and Kit Boss & Peter Mehlman Manus av : Alec Berg & David Mandel & Jeff Schaffer           | 30 april 1998     | 919       | 33.3                     |
| 176         | 20            | "The Puerto Rican Day"          | Andy Ackerman | Alec Berg, Jennifer Crittenden, Spike Feresten, Bruce Eric Kaplan, Gregg Kavet, Steve Koren, David Mandel, Dan O'Keefe, Andy Robin, Jeff Schaffer | 7 maj 1998        | 920       | 38.8                     |
| 177178      | 2122          | "The Chronicle" "The Clip Show" | Andy Ackerman | Darin Henry | 14 maj 1998       | 921922    | 58.5                     |
| 179180      | 2324          | "The Finale"                    | Andy Ackerman | Larry David | 14 maj 1998       | 923924    | 76.3                     |